# Don’t Change Your Husband
Don’t Change Your Husband ist eine US-amerikanische Stummfilm-Komödie aus dem Jahr 1919. Premiere hatte der Film am 26. Januar 1919. Der Film war der dritte von sechs Filmen aus der Marriage-films-Reihe von Cecil B. DeMille und sein erster Film mit Gloria Swanson.

## Handlung
Leila Porter hat ihren Ehemann James Denby Porter, einen Leimkönig, satt. Sie ist romantisch und er ist nüchtern. Er achtet wenig auf sein Aussehen, verstreut seine Zigarettenasche und isst Frühlingszwiebel, bevor er sie küssen will. Sie lässt sich von ihm scheiden und heiratet dann seinen Freund Schuyler Van Sutphen. Dieser erweist sich als Scheusal. Als sich ihr Ex-Mann infolge der Scheidung zum Guten verändert, sie immer noch liebt und sich über ihre Rückkehr freuen würde, reicht sie erneut die Scheidung ein, um James nochmals zu heiraten.